# Plaza de Las Tres Gracias
La Plaza Las Tres Gracias es un espacio público de la ciudad de Caracas, ubicado en la parroquia San Pedro del Municipio Libertador. Se encuentra en el Paseo Los ilustres, el cual forma parte del Sistema Urbano de La Nacionalidad, justo frente a la Ciudad Universitaria de Caracas, campus de una de las principales casas de educación superior del país, la Universidad Central de Venezuela.

## Historia

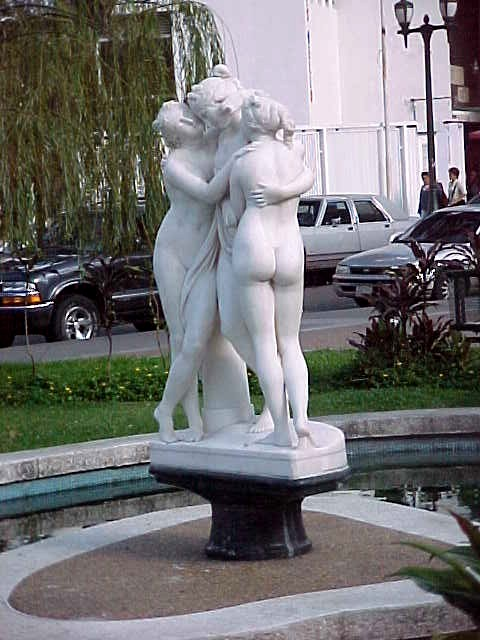
Las tres Gracias, copia hecha por Pietro Ceccarelli a la obra de Antonio Canova.

Fue construida en 1935, en la caraqueña urbanización de Los Chaguaramos, conformando uno de los nuevos espacios humanizados de la ciudad que comenzaba a desarrollarse a partir de la extensión de los esquemas del trazado colonial. Está conformada por un espejo de agua de forma orgánica, con curvas libres, bordeado por aceras y jardines con especies arbóreas representadas por el llamado sauce llorón.
En el extremo sur del espejo de agua, se encuentra un conjunto escultórico de pequeñas dimensiones que otorga significación al espacio y define el lugar. Es obra del escultor italiano Pietro Ceccarelli, quien copió la obra Las tres Gracias de Antonio Canova. La plaza fue reinaugurada en 1957, por el gobierno de Marcos Pérez Jiménez.
Debe su nombre a las diosas o Tres Cárites: Talia, Aglaya y Eufrósine; que según la mitología griega representaban la comedia, inteligencia y alegría; siendo hijas de Zeus y Eurínome. El 17 de octubre de 1999, la plaza es reinaugurada por segunda vez, luego de meses de trabajos que implicaron la restauración de las estatuas.
En los alrededores de la plaza, se encuentra la estación del Metro de Caracas, Ciudad Universitaria.

## Tala de los sauces llorones
El 17 de julio de 2020, los sauces llorones serian talados por funcionarios de la Alcaldía de Caracas, un hecho que despertó el repudio de los caraqueños, por cuanto se trataba de un patrimonio y bien público de la ciudad. Dichos sauces habían sido traídos desde Argentina para el proyecto de restauración de la plaza, en 1957.
El 19 de julio de 2020, el director de la Unidad Territorial Ecosocialista (UTEC) Rafael Pérez Siso, a través de su cuenta en Twitter, informó que el Ministerio de Ecosocialismo, UTEC Capital, Guardería Ambiental y Fiscalía Ambiental; iniciaron una averiguación sobre la tala de los tres sauces llorones de la plaza, donde señaló que podrían recuperarse dos de ellos, los cuales les habían quedado brotes vigorosos, mientras que el otro restante se plantaría de nuevo.
El 23 de julio de 2020, el Instituto de Patrimonio Cultural (IPC) abrió un procedimiento administrativo con el objeto de determinar la responsabilidad en la tala de los sauces llorones, pues, son un bien de interés cultural para la nación, según la Gaceta Oficial N.° 5.299 del 29 de enero de 1999, como parte del Paseo de los Precursores y los Próceres.
Para el 22 de agosto de 2020, el Grupo Ecológico de la Parroquia San Pedro (GESP) informó que ya estaban floreciendo los tres sauces llorones, talados en el mes de julio, donde señalaron que los sauces habían reaccionado positivamente, ya que les brotaban nuevas ramitas y hojas.